# Gil Vicente
Gil Vicente (asi 1475, Lisabon – 1536, Évora) byl středověký portugalský dramatik, zakladatel portugalského divadla. Vicenteho dramatické dílo je tvořeno 40 hrami, 17 je psáno v portugalštině, ostatní ve španělštině (kastilštině). Někdy je nazýván "portugalský Plautus".

## Život
Vystudoval práva, poté byl dvořanem a zlatníkem královy sestry Leonory. Když královna Marie v červnu 1502 porodila syna (budoucího krále Jana III.), byl do její komnaty několik dní po porodu pozván Vicente, aby jí recitoval pastorale (Monológo del Vaquero). Královna byla nadšena a před Vicentem se otevřela nová kariéra. O Vánocích byl přizván k recitaci již zcela vlastního díla Auto dos reis magos, což byl dialog šesti pastýřů. Od té doby se dramatická recitace stala oblíbenou zábavou královského dvora, a to jsou také prapočátky portugalské dramatiky.
Od roku 1502 do roku 1536 psal Vicente každý rok pro dvůr minimálně jednu hru s náboženským motivem (tzv. autos). Jeho hry byly uváděny o slavnostních příležitostech – na Vánoce, Velikonoce a Zelený čtvrtek. Prozatím neměly zápletky, rozuzlení či vykreslené charaktery. To se změnilo poté, co ho někteří učenci začali pomlouvat, že není původní a nemůže se měřit s dramatiky antickými. Uražený Vicente je vyzval, aby mu uložili téma a on jim ukáže, zda ho umí zpracovat skutečně dramaticky. Učenci zvolili téma "Lepší je osel, jenž mne nese, než kůň, jenž mne shodí". Vicente sepsal hru pod názvem Inez Pereira, první pyrenejsou komedii (tzv. farce), která není ani parafrází středověké lidové frašky, ani imitací klasické komedie.
Král Jan III. pak Vicenteho požádal, aby napsal pokračování, což on učinil satirou proti jednomu z humanistických učenců Francisco de Sá de Miranda Clerigo da Beirovi. Později podobně v tragikomedii Côrtes de Jupiter útočil na jiného humanistu Garciu de Resonde.
V komediích byl Vicente nejoriginálnější, použil v nich a osobitě rozvinul populární středověký typ Rotinha.
Ottův slovník naučný jeho dílo hodnotil takto: „Ve farcích je nejnárodnější. Pozorování reality je tu šťastné, veselost poctivě buzená. Komédiím intrikovým vadí chatrnost zápletky, která je vůbec slabostí divadla portugalského. Vícente náleží v celku k nejskvělejším zjevům poesie portug. Vyznačují jej ryze národní vlastnosti: rytířskost a snivost náboženská, zdravý soud, mužná a poctivá otevřenost, duch reformační. Jeho hry obracely se k lidu a nacházely v něm půdu. Mnohé myšlénky jeho znepřátelily mu šlechtu. ale v lidu došly ohlasu. Není také nahodilé, že r. 1540, nedlouho po smrti G. V-ově, zavedena byla do Portugalska inkvisice. Literárně je G. V. představitelem středověkých národních tradicí a odpůrcem humanistického klassicismu. Byl duch všestranný, jako velicí spisovatelé renaissance.”
Jeho dcera Paula se stala úspěšnou herečkou a roku 1562 připravila otcova díla k tisku. Syn Martim se stal také dramatikem, ale předčasně zemřel během cesty po Indii.

## České překlady
- Hra o pekelné lodi (orig. 'Auto da barca do inferno'). 1. vyd. Praha : Torst, 2005. 157 S. Překlad: Vlasta Dufková a Jiří Pelán, autor studie: Šárka Grauová